# A Place in Time
A Place in Time é um documentário americano de 2007 dirigido por Angelina Jolie.

## Enredo
A Place in Time é um documentário experimental que busca capturar a diversidade de vida ao redor do globo e as semelhanças do espírito humano, filmando em muitos lugares do mundo exatamente no mesmo momento.

## Elenco
- Hazel Armenante
- Nicole Barré
- Anne Hathaway
- Jude Law
- Djimon Hounsou
- Wyclef Jean
- Hilary Swank
- Angelina Jolie
- Bai Ling
- Olivier Martinez
- Jonny Lee Miller

## Lançamento
Na sexta-feira, 27 de abril de 2007, Jolie, Wyclef Jean, Jude Law, Hillary Swank e outras pessoas envolvidas no filme estrearam-no no Festival de Cinema Tribeca de Nova York. A platéia incluiu mais de 600 alunos do ensino médio de Nova York. Foi distribuído através da Associação Nacional de Educação.